# Zangbeto

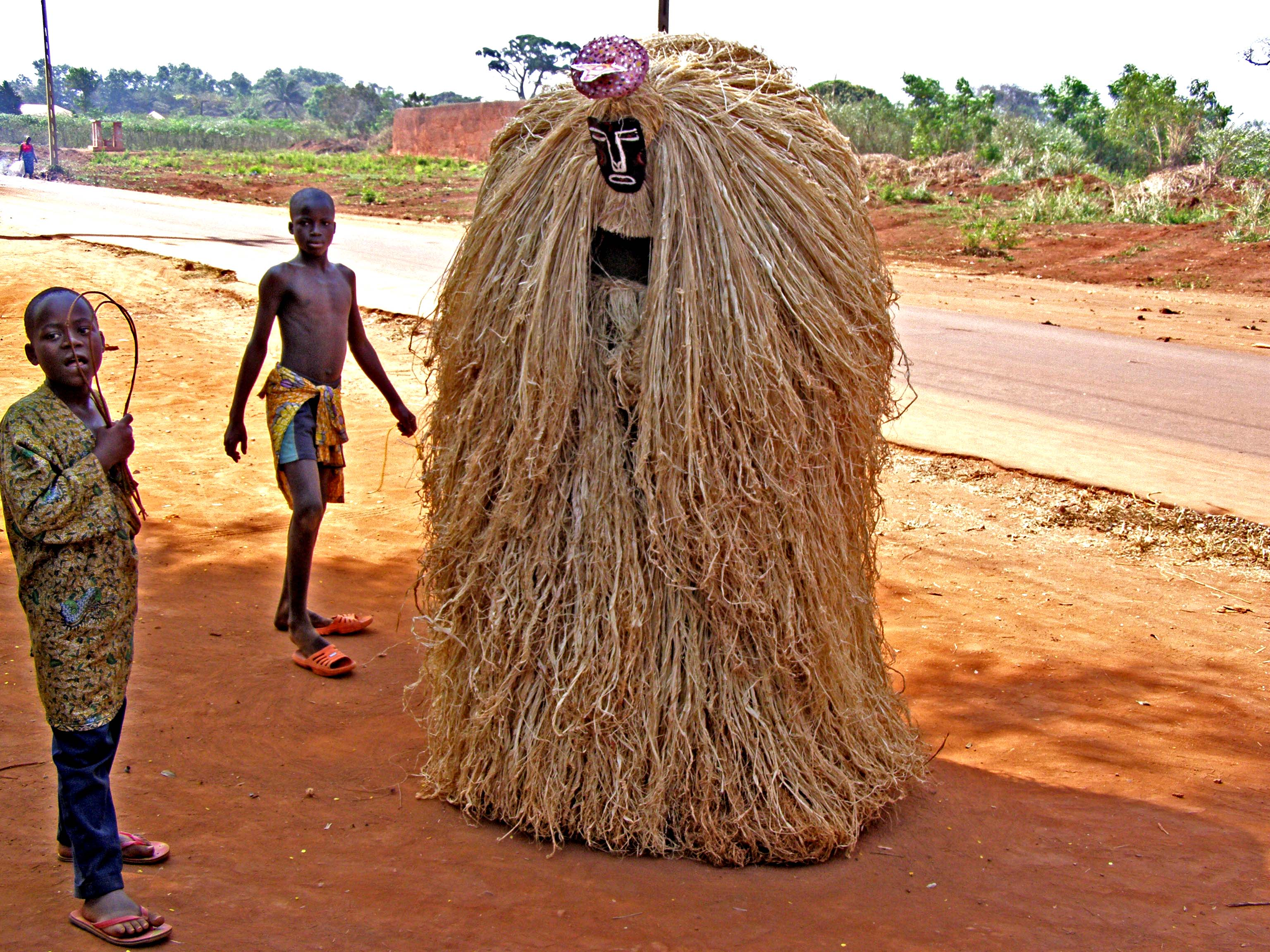
En zangbeto fotograferad 2006.

Zangbeto är traditionella voodoo-nattväktare för Ogu-folket i Benin, Togo och Nigeria. Zangbeto fungerar som en inofficiell poliskår som patrullerar gatorna, främst nattetid, och jagar kriminella som samhället sedan straffar. Zangbeto skapades ursprungligen för att skrämma iväg fiender, hitta tjuvar och häxor och upprätthålla lag och ordning.